# Pałac wicekróla (film)
Pałac wicekróla (ang. Viceroy’s House) – brytyjsko-indyjski dramat historyczny z 2017 roku w reżyserii Gurinder Chadhy. Zdjęcia kręcono w Dźodhpurze. Film miał swoją światową premierę w ramach pokazów pozakonkursowych na 67. MFF w Berlinie.
Jest to historia ostatniego wicekróla Indii, lorda Mountbattena, który nadzorował proces podziału Indii w 1947 roku i odzyskiwania przez ich brytyjską część niepodległości.

## Obsada
- Hugh Bonneville jako lord Louis Mountbatten
- Gillian Anderson jako lady Edwina Mountbatten
- Michael Gambon jako generał Hastings Ismay
- Manish Dayal jako Jeet Kumar
- Simon Callow jako Cyril Radcliffe
- Huma Qureshi jako Aalia Noor
- Om Puri jako Ali Rahim Noor
- Lily Travers jako lady Pamela Hicks
- Simon Williams jako Archibald Wavell
- Tanveer Ghani jako Jawaharlal Nehru
- Denzil Smith jako Muhammad Ali Jinnah
- Neeraj Kabi jako Mahatma Gandhi